# Flamske Ardenner
De Flamske Ardenner (nederlandsk: Vlaamse Ardennen) er et uformelt navn givet til et bakket område i den sydlige del af den belgiske provins Østflandern, der varierer i højde mellem 5 og 151 meter. Området er ikke tydeligt afgrænset, men normalt henvises der til arrondissementet Oudenaarde og byerne Zottegem og Geraardsbergen, Oudenaarde og Ronse.
Området er adskilt og ikke tilstødende det større Ardennerområde, som ligger længere mod sydøst i landet i Vallonien, Frankrig, Tyskland og Luxembourg.

## Cykelsport
Cykling er særligt populært i de Flamske Ardenner. Mange store cykelløb afholdes her, herunder en stor del af Flandern Rundt. De fleste af løbets sværeste brostensstigninger (Koppenberg, Taaienberg, Molenberg, Paterberg, Oude Kwaremont, Muur van Geraardsbergen, Eikenberg) og størstedelen af de fladere brostenssektioner (Paddestraat) ligger i de Flamske Ardenner.

## Galleri
- Koppenberg
- Eikenberg
- Muur van Geraardsbergen
- Paddestraat
- Molenberg
- Kapelleberg
- Berendries